# Mauritshuis
A Mauritshuis (em português: "Casa de Maurício") é um prédio histórico e um museu de Haia, um dos mais importantes dos Países Baixos. Seu nome se deve ao fato de ter sido construída por ordem de João Maurício de Nassau, que foi governador do Brasil holandês no século XVII, e hoje é a sede da Real Galeria de Pinturas de Maurishuits, que possui um importante acervo de arte.

## O edifício
A Mauritshuis é um dos primeiros e mais belos e puros exemplares de arquitetura classicista nos Países Baixos, e foi mandada construir pelo conde Maurício no período em que ele estava no Brasil. O projeto foi do arquiteto Jacob van Campen, assistido por Pieter Post. O arquiteto foi um dos introdutores na Holanda dos princípios arquiteturais derivados da tradição greco-romana. Outras fonte de inspiração foram os edifícios dos italianos Vincenzo Scamozzi e Andrea Palladio, de quem deriva o uso da chamada ordem colossal, com pilastras atravessando toda a fachada, característica que era uma novidade naquela região da Europa. O palácio foi erguido em um dos bairros mais elegantes de Haia à época, e originalmente seus jardins ocupavam uma extensão maior.
A planta mostra grande simetria em seu arranjo, com vários apartamentos de mesma distribuição, organizados em torno de um salão que se repete em ambos os pavimentos. O salão do piso superior é o ponto alto da Mauritshuis, com um teto em cúpula com um mezzanino pelo interior, onde os músicos se colocavam para animar os banquetes e reuniões elegantes.

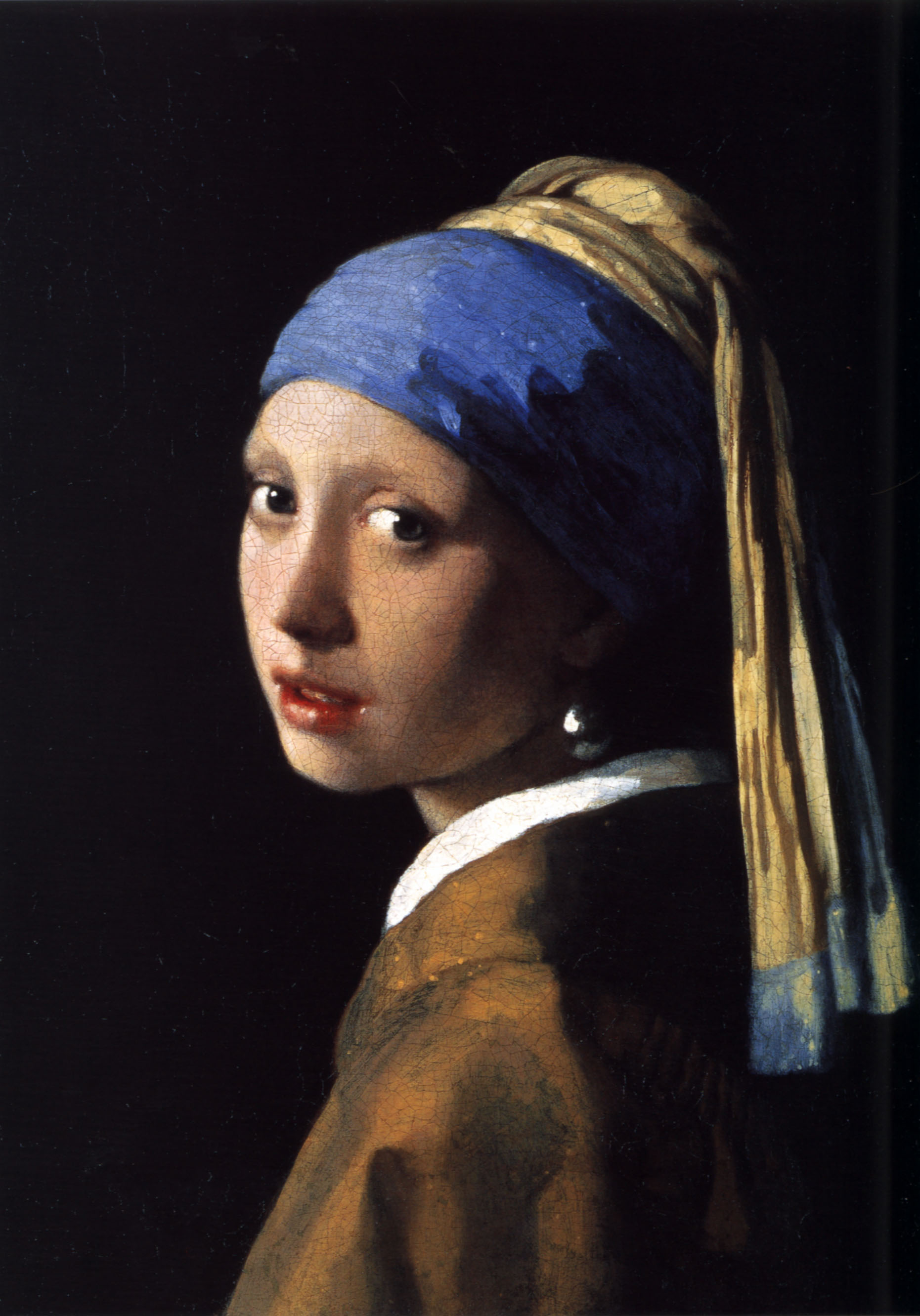
Jan Vermeer: Rapariga com Brinco de Pérola, c. 1665

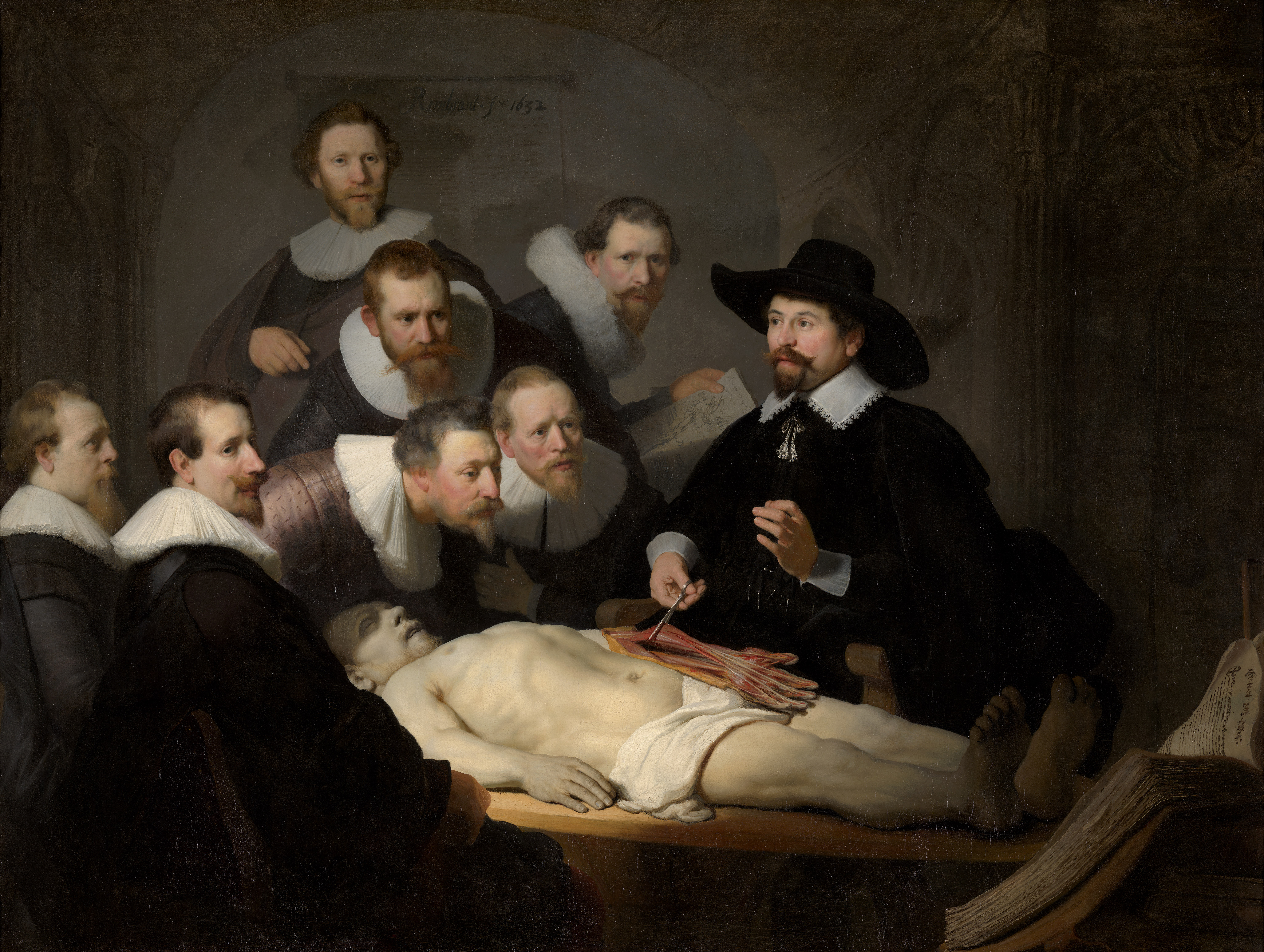
Rembrandt: A lição de anatomia do Dr. Tulp, 1632

Originalmente os ambientes internos eram decorados com as coleções de artefatos e naturalia reunidas pelo conde no Brasil, com tudo o que era considerado exótico pelos holandeses, como armas, utensílios e indumentária indígena, animais empalhados, pedras, corais e uma diversidade de objetos. Além desta miscelânea a mansão tinha afrescos nas paredes representando paisagens brasileiras e uma série de pinturas de cavalete realizadas por Albert Eckhout e Frans Post com temas do Brasil. Boa parcela desta grande coleção não permaneceu na Mauritshuis por muito tempo, tendo sido oferecida por Maurício em suas atividades diplomáticas, o que foi uma fortuna, salvando o acervo do incêndio que destruiu todo o palácio em 1704. Daquele período só restaram como testemunho os minuciosos desenhos realizados por Pieter Post.
Logo em seguida o Estado holandês decidiu restaurar o prédio com recursos obtidos em loterias. O exterior permaneceu como o original, mas o interior foi decorado segundo o gosto do século XVIII, inspirado no estilo francês e realizado com muito luxo, incluindo novos afrescos pintados por Giovanni Antonio Pellegrini.
Em 1820 o edifício foi comprado pelo governo para servir de sede ao Real Gabinete de Pintura e do Real Gabinete de Raridades, abrindo suas portas ao público em 1822. Em 1875 a coleção de raridades foi removida para outro local, permitindo uma melhor acomodação do grande acervo de pinturas que foi sendo reunido.
Entre 1982 e 1987 o prédio recebeu reformas para adaptá-lo às exigências contemporâneas de conservação e exibição de obras de arte, com a construção de salas de administração no subsolo. Em 1995 a administração da coleção foi privatizada através da criação de uma fundação, com a criação concomitante de diversos departamentos novos para administrar e conservar as obras, permanecendo tanto o prédio como seu acervo propriedade estatal.

## A Real Galeria de Pinturas
Seu acervo compreende atualmente aproximadamente 800 trabalhos de pintura, mais 50 miniaturas, 20 esculturas e alguns desenhos e gravuras. Sua origem está nas cerca de 200 obras que estavam em posse de Guilherme V, Príncipe de Orange, transferidas para o Estado holandês por seu filho, o rei Guilherme I com a denominação de Real Gabinete de Pintura.
Durante a ocupação francesa no tempo de Napoleão as obras foram confiscadas e levadas a Paris, sendo exibidas no Louvre, voltando à Holanda somente em 1815 e sendo depositadas na Galeria de Buitenhof. Contudo este prédio era por demais pequeno, e em 1822 a coleção voltou à sua casa original, passando a ser ampliada através de uma política de novas aquisições, levada a cabo de modo sistemático a partir de 1875, embora jamais tenha havido uma preocupação de formar uma coleção ilustrativa da história da arte, permanecendo centrada na aquisição de peças cujo valor estava em sua qualidade e não em sua pertinência para uma visão curatorial qualquer, apenas tentando-se aprimorar o que historicamente sempre fora o seu forte, a pintura holandesa e flamenga. Diversos doadores também fizeram importantes contribuições para o enriquecimento da coleção, entre eles Arnoldus Andries des Tombe, Abraham Bredius e Sir Henri Deterding.
Dentre as principais obras-primas que a Real Galeria de Pinturas possui estão:
- Retrato de um homem, de Hans Memling
- A moça com o brinco de pérola, de Vermeer
- Retrato de Robert Cheseman, de Hans Holbein, o Jovem
- Como os velhos cantam, assim os imitam os jovens, de Jan Steen
- Auto-retato, de Rembrandt
- Lição de anatomia, de Rembrandt
- Deposição da cruz com o patrono Pierre de Ranchicourt, bispo de Arras, atribuído a Rogier van der Weyden
- Dois retratos, de Rubens
- Paisagem florestal com casa de fazenda, de Meindert Hobbema
- Simão louvando Cristo, de Arent de Gelder
- Adoração dos pastores, de Jacob Jordaens

## Outras obras

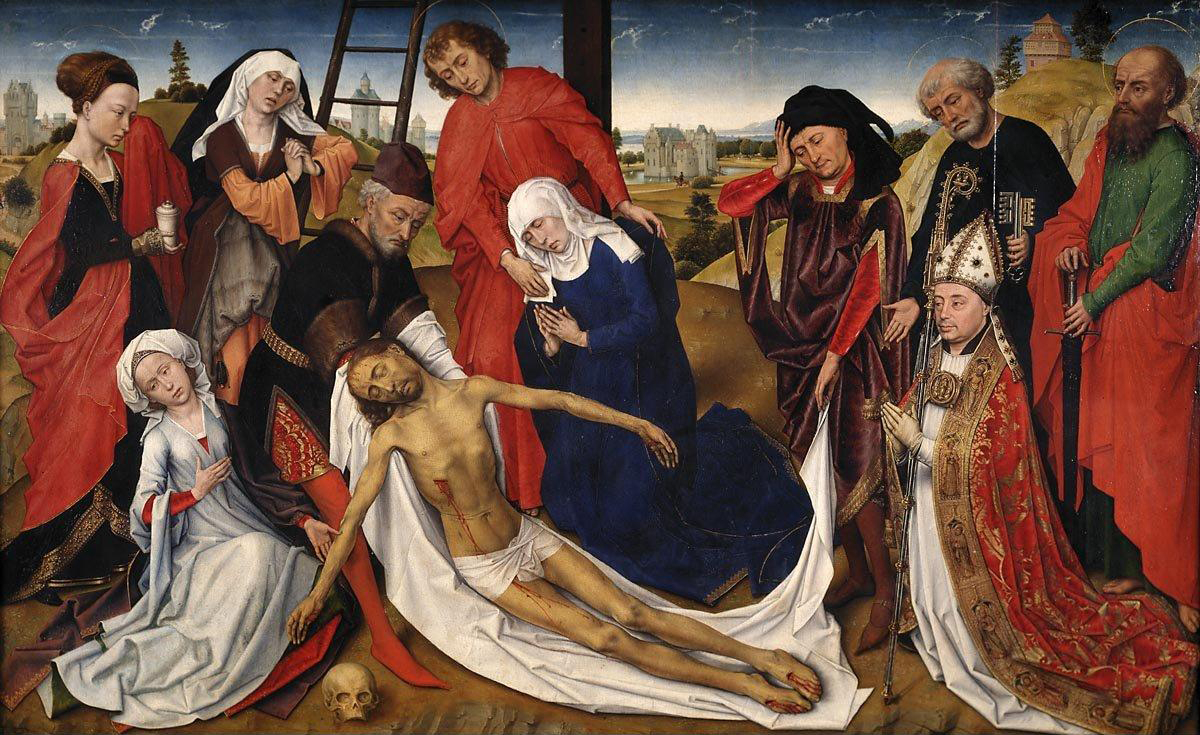
Rogier van der Weyden: Deposição da cruz com o patrono Pierre de Ranchicourt, bispo de Arras, 1399/1400
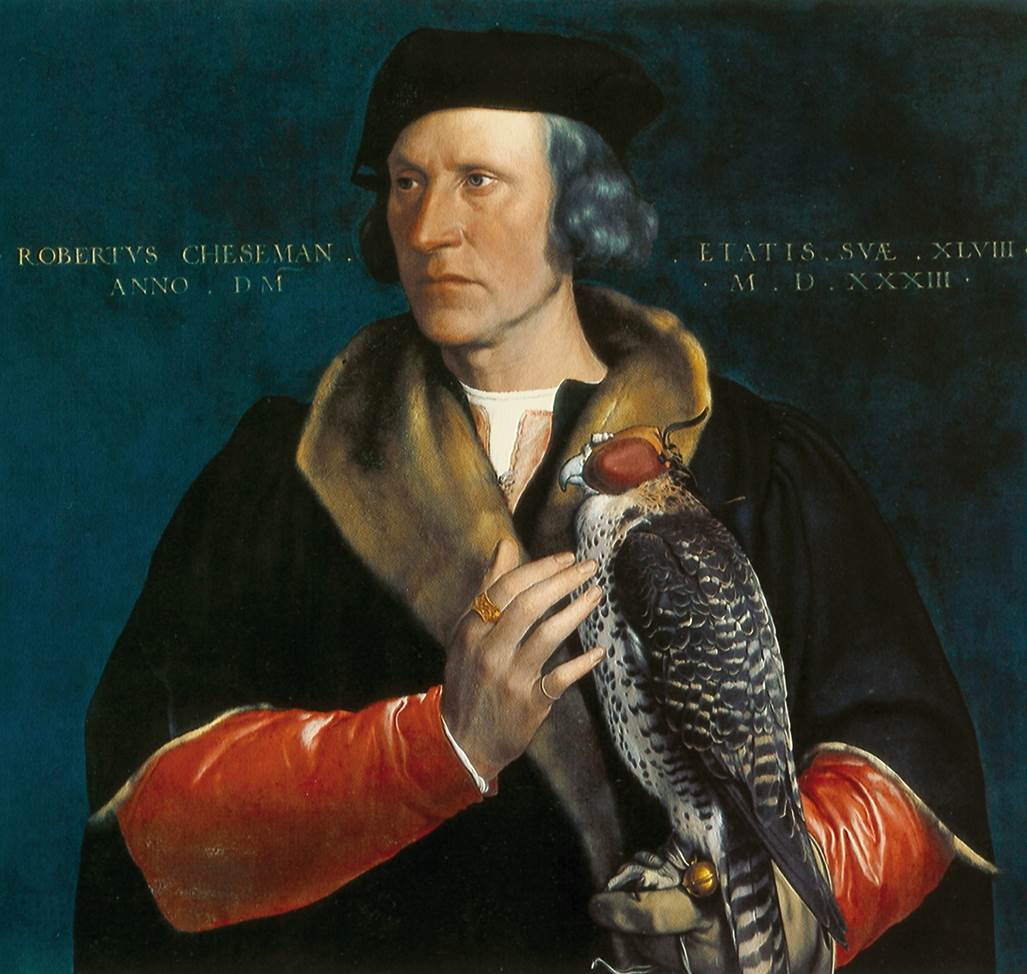
Hans Holbein: Retrato de Robert Cheseman, 1533
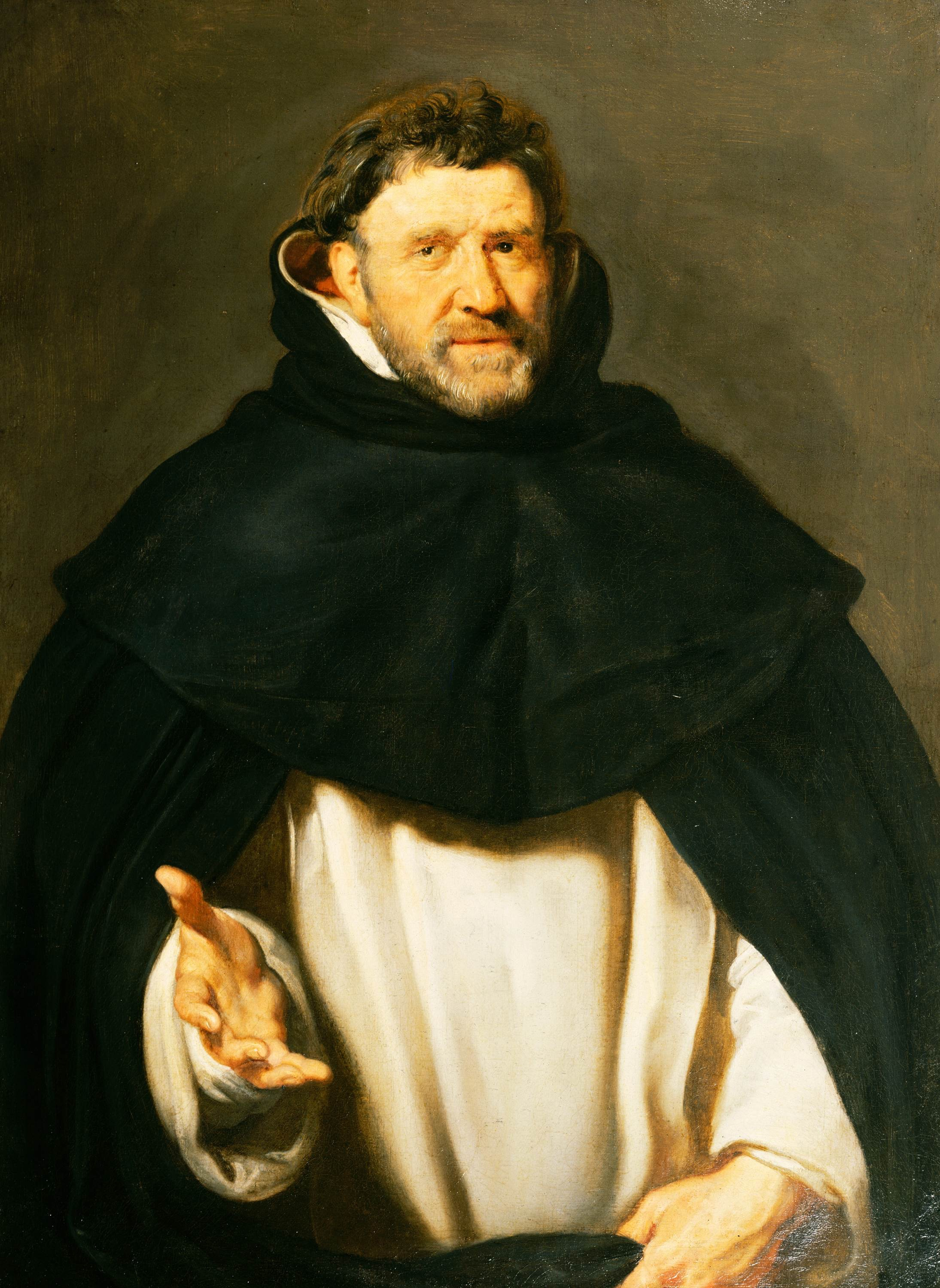
Rubens: Retrato de Michiel Ophovius, 1615/17
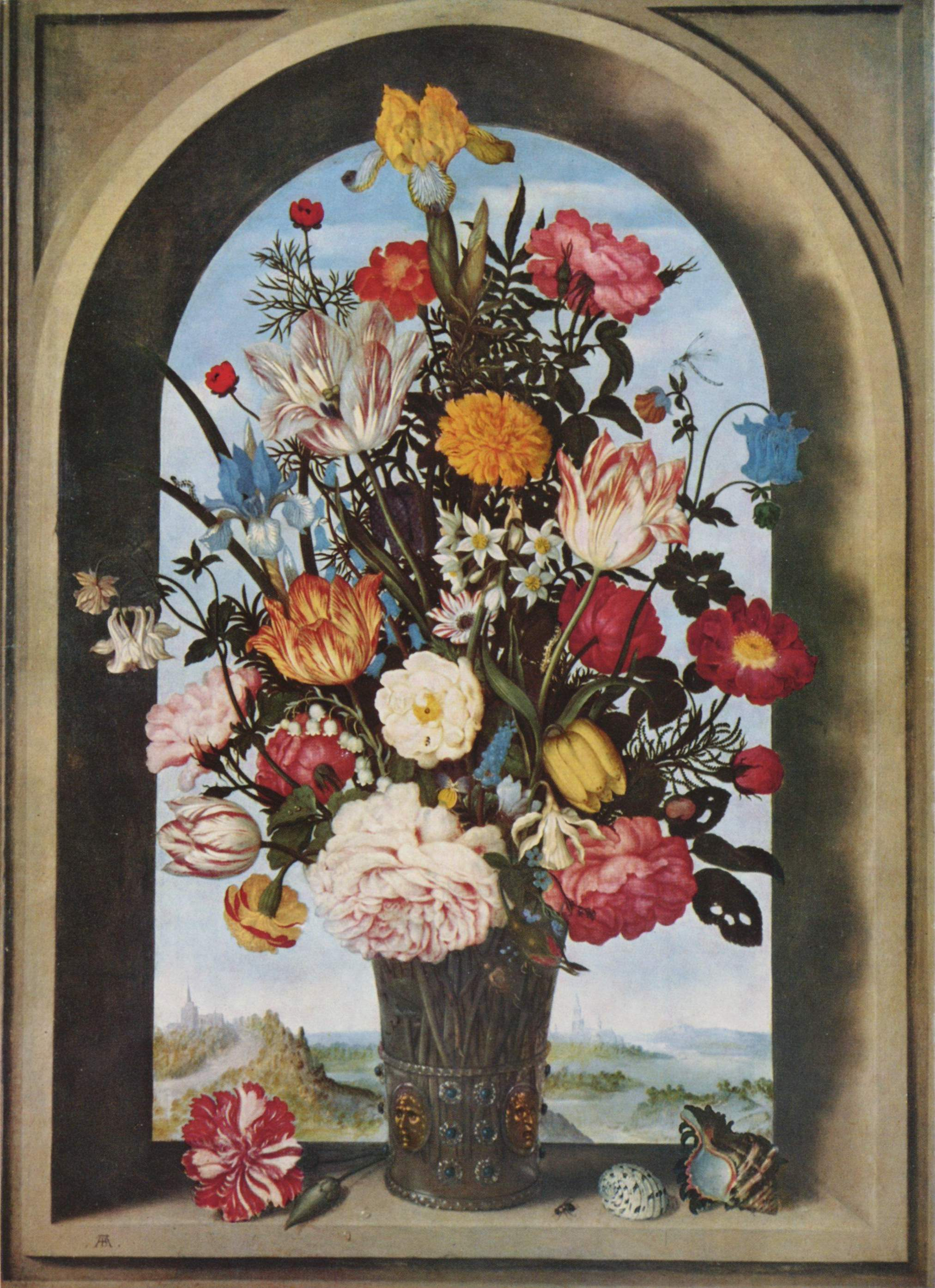
Ambrosius Bosschaert: Vaso de flores à janela, c. 1620

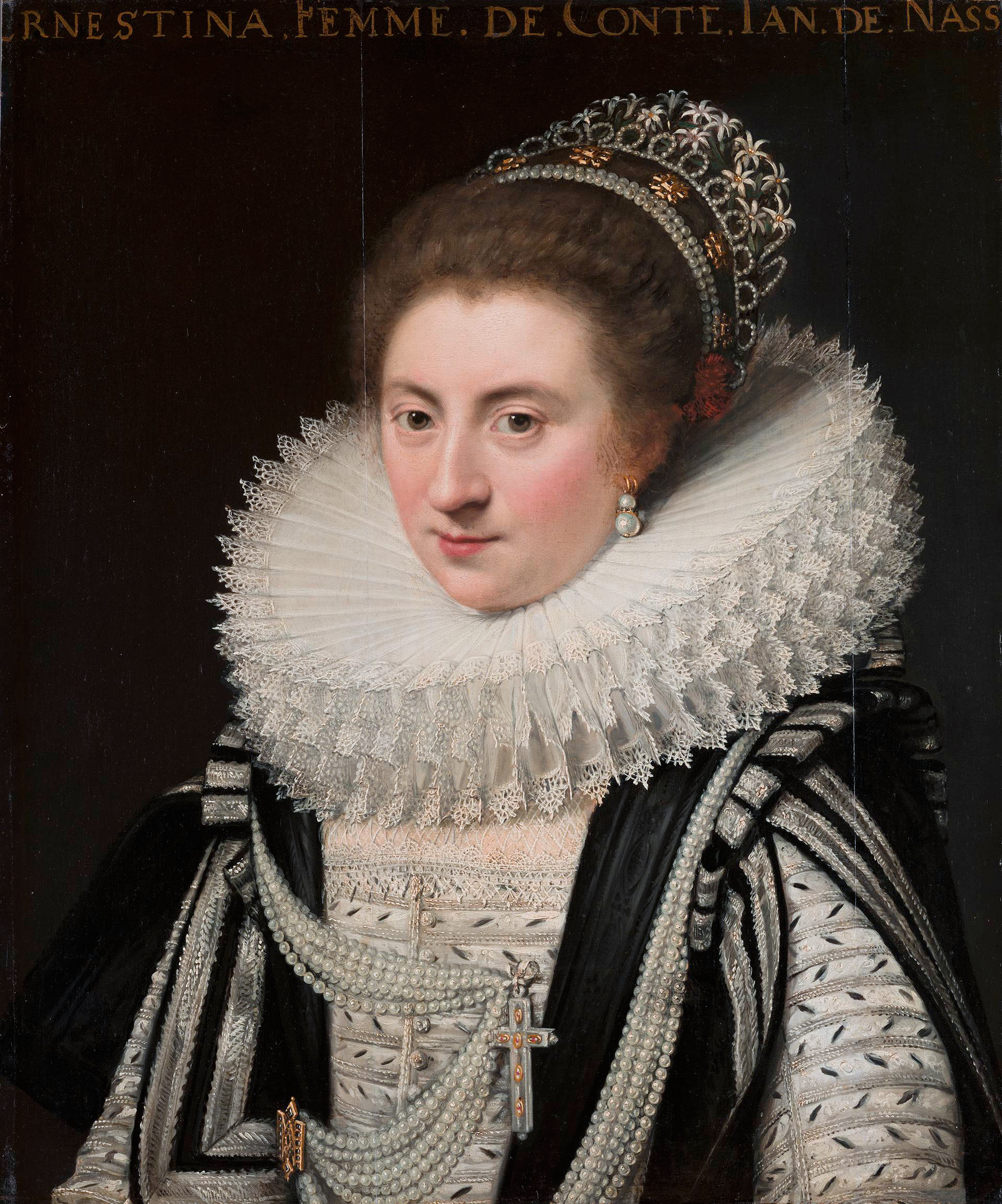
Jan Anthonisz van Ravesteyn: Retrato de Ernestine Yolande, princesa de Ligne, século XVII
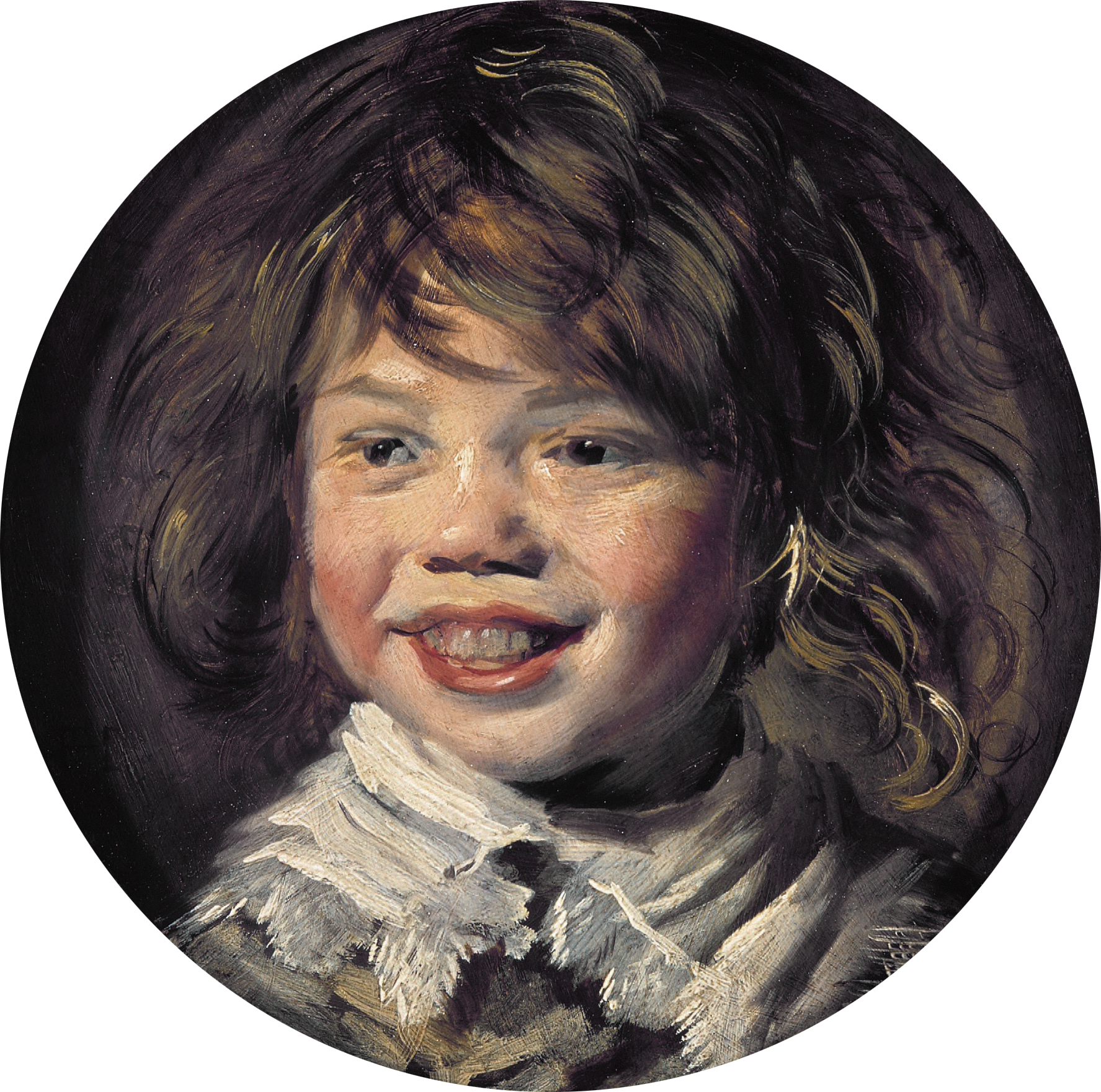
Frans Hals: Menino sorrindo, c. 1625
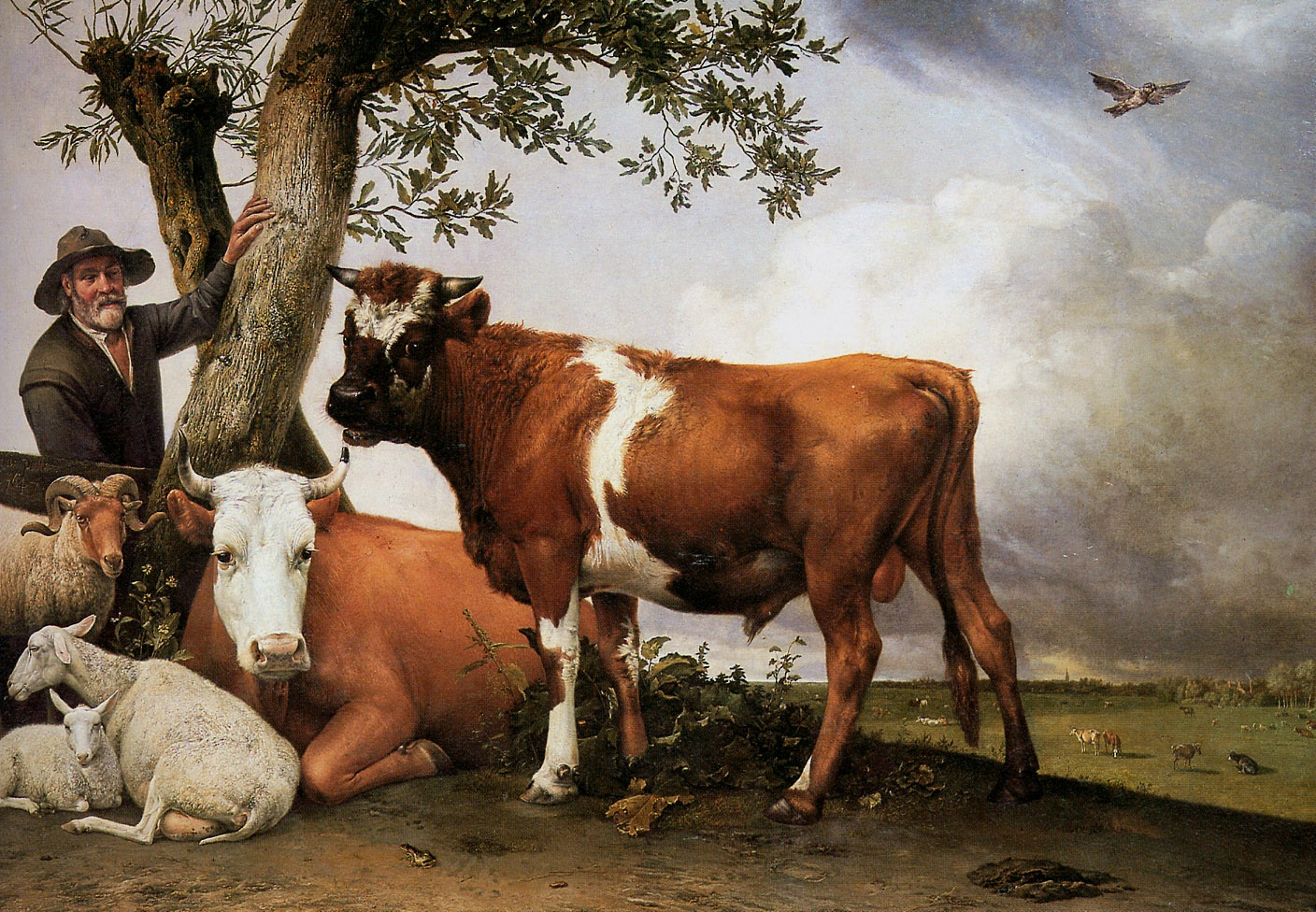
Paulus Potter: Jovem touro, 1632
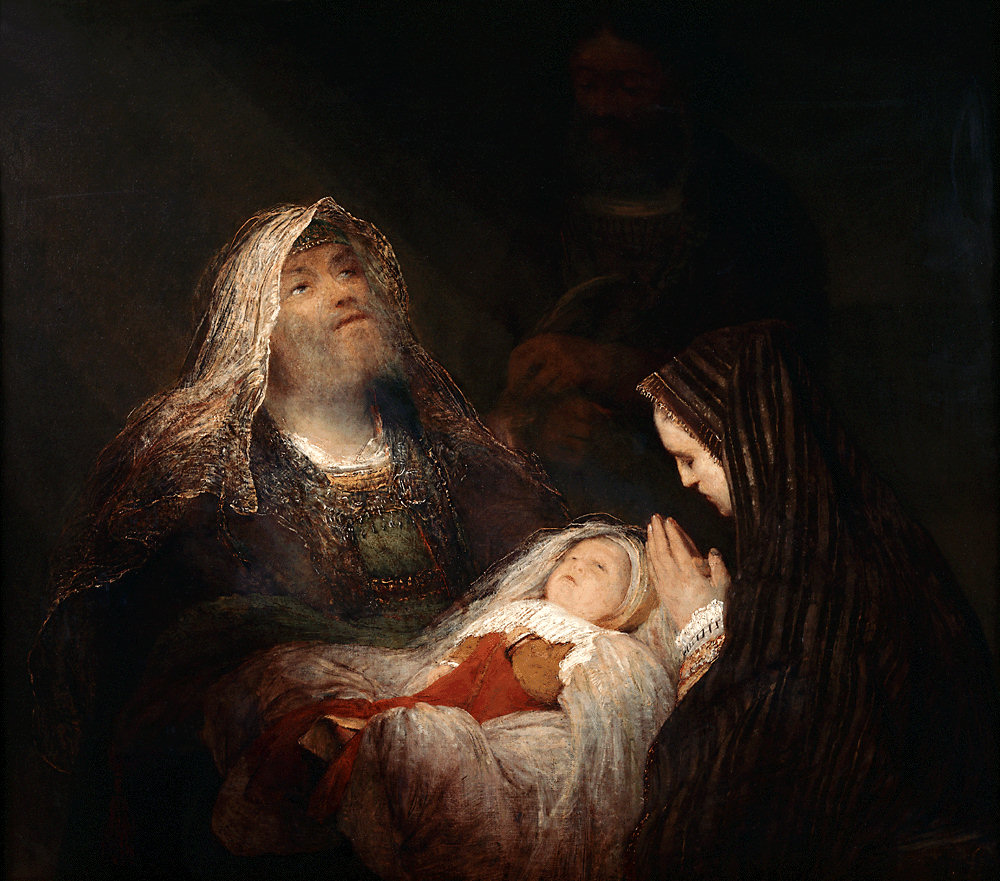
Aert de Gelder: Simão louvando Cristo, c. 1700